# Southdale Center
Southdale Center est un centre commercial situé à Edina, dans le Minnesota. Ouvert le 8 octobre 1956 sur 74 000 m2 avec 72 boutiques, c'est le plus ancien centre commercial fermé et climatisé des États-Unis. Il compte plus de 120 boutiques occupant 120 000 m2 de superficie commerciale répartie sur trois niveaux.